# Aphaenogaster barbara
Aphaenogaster barbara é uma espécie de inseto do gênero Aphaenogaster, pertencente à família Formicidae.